# Serra do Espinhaço
Serra do Espinhaço – pasmo górskie we wschodniej Brazylii (w stanach Minas Gerais i Bahia), na Wyżynie Brazylijskiej. Pasmo biegnie z północy na południe. Stanowi dział wodny między dorzeczem São Francisco na zachodzie a dorzeczami krótszych rzek wypływających ze wschodnich stoków pasma, m.in. Rio Doce, Jequitinhonha i Pardo. Najwyższy szczyt Pico do Itambé wznosi się na wysokość 2033 m n.p.m.
Wydobywa się tutaj rudy żelaza, manganu, srebra oraz diamenty.
W górach Serra do Espinhaço znajdują się miasta: Belo Horizonte, Sete Lagoas, Curvelo, Diamantina, Montes Claros i Itabirito.